# Cilas
En la mitología griega Cilas, Cila, Cilo o Celas (en griego: Κίλλας, Κίλλος) era el auriga de Pélope, llamado Esfero según la leyenda trecenia, pero el guía de Olimpia sostenía que se llamaba Cilas. Por un escolio sabemos que Cilas murió en Lesbos, y en su honor Pélope construyó allí en su memoria el templo de Apolo Cileo en donde fue enterrado.
Aunque hay dudas sobre el nombres de los palafreneros de Pélope se dice que Cila era el conductor del carro de Pélope, reinaba en un cantón de Tróade, en torno a la ciudad de Cilas, a la que había dado su nombre. Murió ahogado en el curso del viaje que efectuó con Pélope, cuando iba de Licia al Peloponeso, donde Pélope iba a disputar un campeonato de carreras de carros con Enómao. Esfero es el nombre que se dio a Cilas al serle concedida, después de su muerte, la categoría de héroe.
En la Adramitene están también Crisa y Cila, y ciertamente todavía hoy hay cerca de Tebas un lugar llamado Cila, en donde está, el santuario de Apolo Cileo, y junto a él fluye el río Cileo que viene del Ida. Estos territorios están en la zona de Antandria, pero también el monte Cileo de Lesbos recibe su nombre de esta misma Cila, y también hay un monte Cíleo entre Gárgara y Antandro. Daes el coloneo dice que el santuario de Apolo Cileo fue fundado por primera vez en Colonas por los eolios que habían llegado navegando desde Grecia, y también dicen que fue fundado un santuario de Apolo Cileo en Crisa, aunque no está claro si es el mismo Apolo que el Esminteo u otro distinto.